# Johannes Brinkman

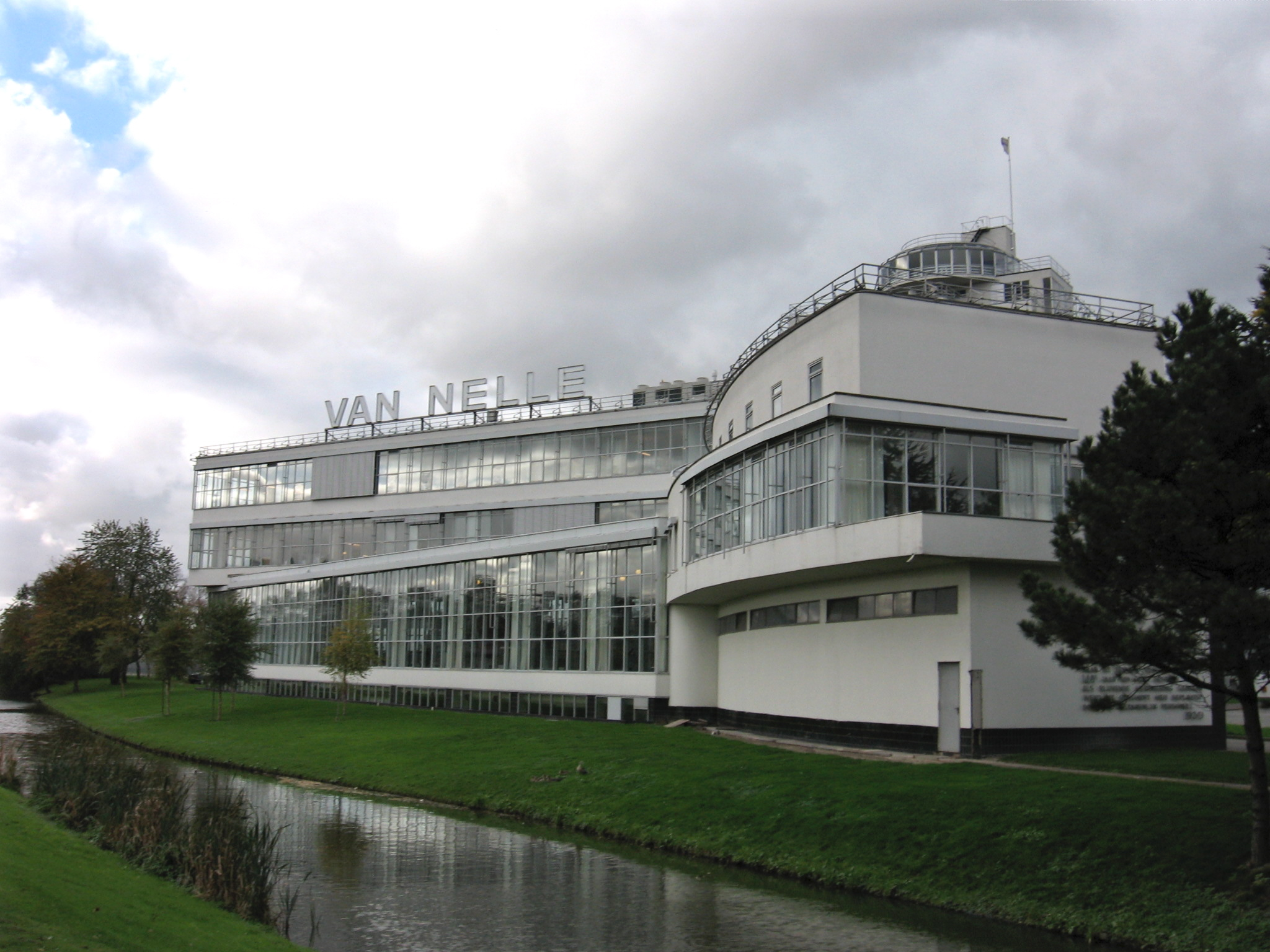
Van Nelle tobaksfabrik i Rotterdam. Ritad av Brinkman och van der Vlugt 1931.

Johannes Andreas Brinkman, född 22 mars 1902 i Rotterdam, död där 6 maj 1949, var en holländsk arkitekt och en av den tidiga modernismens främsta företrädare i Nederländerna.  
Brinkman studerade vid Technische Hogeschool Delft. Han samarbetade med Leendert van der Vlugt. Tillsammans ritade de tobaksfabriken Van Nelle i Rotterdam, ett av den tidiga modernismens mest kända verk. Efter 1936 drev Brinkman kontor tillsammans med J. van den Broek.

## Byggnader
- Bostadshus van der Leeuw, Rotterdam 1930
- Tobaksfabriken Van Nelle,Rotterdam 1931
- Huis Sonneveld Rotterdam 1932
- Stadion Feijenoord Rotterdam 1937